# Gwen Guthrie
Gwendolyn "Gwen" Guthrie (Newark, 9 de julho de 1950 — 3 de fevereiro de 1999) foi uma cantora e compositora estadunidense, também conhecida por ser backing vocal de diversos artistas consagrados, como Gregory Isaacs, Bunny Wailer, Stevie Wonder e Madonna, além de escrever músicas para Ben E. King e Roberta Flack.
Seu maior sucesso é a música "You Touched My Life" do ano de 1986, que fez parte da trilha sonora da telenovela Corpo Santo da extinta Rede Manchete.

## Morte
Gwen Guthrie faleceu aos 48 anos de idade, em 3 de fevereiro de 1999, em decorrência de um câncer de útero.

## Discografia
- 1973: East Coast (Encounter)
- 1982: Gwen Guthrie & Gregory Isaacs (Island) - R&B #28
- 1983: Portrait (Island)
- 1985: Just for You (4th & Broadway/Island) - R&B #55
- 1985: Padlock (Garage Records/Island) - R&B #47
- 1986: Good to Go Lover (Polydor) - US #89, R&B #20, UK #42
- 1987: Ticket to Ride (4th & Broadway/Island)
- 1988: Lifeline (Warner Brothers)
- 1990: Hot Times (Reprise/Warner Brothers)
- 1999: Ultimate Collection (Hip-O)

## Singles
Singles de sucesso:
- "Sweet Bitter Love" - 1990
- "Miss My Love" - 1990
- "Can't Love You Tonight" - 1988
- "You Touched My Life" - 1986
- "Ain't Nothing Going On But The Rent" - 1986
- "(They Long To Be) Close To You" - 1986
- "Stop Holding Back" - 1986
- "Good To Go Lover" - 1986
- "Outside In The Rain" - 1986
- "Just For You" - 1984
- "Love In Moderation" - 1984
- "Oh Donny No" - 1984
- "Thrill Me" - 1984
- "Padlock" - 1983
- "Oh What A Life" - 1983
- "Hopscotch" - 1983
- "Peanut Butter" - 1983
- "It Should Have Been You" - 1982
- "For You (With A Melody Too)" - 1982
- "God Don't Like Ugly" - 1982